# Дом Мэри Уортингтон Макомб
Дом Мэри Уортингтон Макомб (англ. Mary Worthington Macomb House) — это историческое здание в южной части города Чилликоти, штат Огайо, США.

## История
Здание расположено на Саут-Пейнт-стрит, на берегу Пейнт-Крик. Дом Макомба, одно из старейших зданий в Чилликоти, расположен на участке площадью 35 акров (14 га), который изначально принадлежал Натаниэлю Масси. Новый владелец начал строить существующий дом в 1813 году и завершил его уже через два года. В том же году бывший сенатор США и будущий губернатор Томас Уортингтон приобрёл его в собственность.
Старшей из дочерей губернатора Уортингтона была Мария, родившаяся в 1797 году. Мэри и её семья жили в большом особняке Адена на северной стороне города, она решила выйти замуж в 1816 году. Её новый муж, Дэвид Макомб, был членом известной местной семьи, но его плохое управление их имуществом заставило влезть в долги. Это вынудило их в 1836 году переселиться в южную часть Соединенных Штатов, в Техас, где Мэри и скончалась. Прежде чем переселиться на юг, Макомбы проживали в этом двухэтажном доме, который построен в основном из больших блоков песчаника.
После отъезда Макомбов, здание было перестроено для промышленного использования. К 1845 году вокруг старого здания было построено множество новых строений, в том числе скотобойня. В 1976 году Дом Макомба был включен в Национальный реестр исторических мест, как значимый исторический объект, который оказал значительное влияние на развитие торговли и заселение региона. К началу XXI века дом пришёл в плачевное состояние. С предложением о финансировании по Американскому закону о восстановлении и реинвестировании 2009 года были поданы заявки на федеральные дотации для восстановления дома, и полная реставрация была оценена примерно в 500 тыс. долларов.